# Fußball-Weltmeisterschaft 1990/Gruppe D
| Pl. | Land           | Sp. | S | U | N | Tore    | Diff. | Punkte |
| --- | -------------- | --- | - | - | - | ------- | ----- | ------ |
| 1.  | BR Deutschland | 3   | 2 | 1 | 0 | 010:300 | +7    | 05:10  |
| 2.  | Jugoslawien    | 3   | 2 | 0 | 1 | 006:500 | +1    | 04:20  |
| 3.  | Kolumbien      | 3   | 1 | 1 | 1 | 003:200 | +1    | 03:30  |
| 4.  | V.A. Emirate   | 3   | 0 | 0 | 3 | 002:110 | −9    | 0:60   |

Gruppe D der Fußball-Weltmeisterschaft 1990:

## Vereinigte Arabische Emirate – Kolumbien 0:2 (0:0)
| Vereinigte Arabische Emirate                                           | Vereinigte Arabische Emirate | Kolumbien | Kolumbien |
| ---------------------------------------------------------------------- | --- | --- | --------- |
| Vereinigte Arabische Emirate                                           | \| 1. Spieltag \| \| Samstag, 9. Juni 1990 um 17:00 Uhr in Bologna (Stadio Renato Dall’Ara) \| \| Zuschauer: 30.791 \| \| Schiedsrichter: George Courtney ( England) \| \| Spielbericht \| | \| 1. Spieltag \| \| Samstag, 9. Juni 1990 um 17:00 Uhr in Bologna (Stadio Renato Dall’Ara) \| \| Zuschauer: 30.791 \| \| Schiedsrichter: George Courtney ( England) \| \| Spielbericht \|                                               | Kolumbien |
| Vereinigte Arabische Emirate                                           | Mushin Musabah Faraj – Eissa Meer Abdulrahman (74. Abdullah Ali Sultan), Yousuf Hussain Mohammad, Khalil Ghanim Mubarak, Ibrahim Meer Abdulrahman – Abdulrahman Mohammad Abdullah, Nasir Khamees Mubarak, Ali Thani Jumaa, Hussain Ghulum Abbas – Fahad Khamees Mubarak (57. Zuhair Bilal), Adnan at-Talyani Cheftrainer: Carlos Alberto Parreira ( Brasilien) | René Higuita – Luis Herrera, Luis Carlos Perea, Andrés Escobar, Gildardo Gómez – Freddy Rincón, Leonel Álvarez, Carlos Valderrama , Gabriel Gómez, Bernardo Redín – Arnoldo Iguarán (75. Carlos Estrada) Cheftrainer: Francisco Maturana | Kolumbien |
| Vereinigte Arabische Emirate                                           | 0:1 Redín (50.) 0:2 Valderrama (85.) | | Kolumbien |
| Vereinigte Arabische Emirate                                           | Eissa Meer Abdulrahman (5.), Yousuf Hussain Mohammad (55.), Ibrahim Meer Abdulrahman (70.) | | Kolumbien |
| 1. Spieltag                                                            | | |           |
| Samstag, 9. Juni 1990 um 17:00 Uhr in Bologna (Stadio Renato Dall’Ara) | | |           |
| Zuschauer: 30.791                                                      | | |           |
| Schiedsrichter: George Courtney ( England)                             | | |           |
| Spielbericht                                                           | | |           |

## BR Deutschland – Jugoslawien 4:1 (2:0)
| BR Deutschland                                                           | BR Deutschland | Jugoslawien | Jugoslawien |
| ------------------------------------------------------------------------ | --- | --- | ----------- |
| BR Deutschland                                                           | \| 1. Spieltag \| \| Sonntag, 10. Juni 1990 um 21:00 Uhr in Mailand (Giuseppe-Meazza-Stadion) \| \| Zuschauer: 74.765 \| \| Schiedsrichter: Peter Mikkelsen ( Dänemark) \| \| Spielbericht \|                                                          | \| 1. Spieltag \| \| Sonntag, 10. Juni 1990 um 21:00 Uhr in Mailand (Giuseppe-Meazza-Stadion) \| \| Zuschauer: 74.765 \| \| Schiedsrichter: Peter Mikkelsen ( Dänemark) \| \| Spielbericht \|                                                           | Jugoslawien |
| BR Deutschland                                                           | Bodo Illgner – Klaus Augenthaler – Stefan Reuter, Thomas Berthold, Guido Buchwald, Andreas Brehme – Thomas Häßler (74. Andreas Möller), Lothar Matthäus , Uwe Bein (74. Pierre Littbarski) – Rudi Völler, Jürgen Klinsmann Teamchef: Franz Beckenbauer | Tomislav Ivković – Davor Jozić – Faruk Hadžibegić, Predrag Spasić – Zoran Vulić, Safet Sušić (55. Robert Prosinečki), Srečko Katanec, Dragan Stojković, Mirsad Baljić – Dejan Savićević (55. Dragoljub Brnović), Zlatko Vujović Cheftrainer: Ivica Osim | Jugoslawien |
| BR Deutschland                                                           | 1:0 Matthäus (28.) 2:0 Klinsmann (39.) 3:1 Matthäus (65.) 4:1 Völler (71.) | 2:1 Jozić (55.) | Jugoslawien |
| BR Deutschland                                                           | Brehme (6.) | | Jugoslawien |
| 1. Spieltag                                                              | | |             |
| Sonntag, 10. Juni 1990 um 21:00 Uhr in Mailand (Giuseppe-Meazza-Stadion) | | |             |
| Zuschauer: 74.765                                                        | | |             |
| Schiedsrichter: Peter Mikkelsen ( Dänemark)                              | | |             |
| Spielbericht                                                             | | |             |

## Jugoslawien – Kolumbien 1:0 (0:0)
| Jugoslawien                                                                | Jugoslawien | Kolumbien | Kolumbien |
| -------------------------------------------------------------------------- | --- | --- | --------- |
| Jugoslawien                                                                | \| 2. Spieltag \| \| Donnerstag, 14. Juni 1990 um 17:00 Uhr in Bologna (Stadio Renato Dall’Ara) \| \| Zuschauer: 32.257 \| \| Schiedsrichter: Luigi Agnolin ( Italien) \| \| Spielbericht \|                                                                  | \| 2. Spieltag \| \| Donnerstag, 14. Juni 1990 um 17:00 Uhr in Bologna (Stadio Renato Dall’Ara) \| \| Zuschauer: 32.257 \| \| Schiedsrichter: Luigi Agnolin ( Italien) \| \| Spielbericht \|                                                                         | Kolumbien |
| Jugoslawien                                                                | Tomislav Ivković – Faruk Hadžibegić – Predrag Spasić – Vujadin Stanojković, Srečko Katanec (46. Robert Jarni), Davor Jozić – Refik Šabanadžović, Dragan Stojković, Safet Sušić, Dragoljub Brnović – Zlatko Vujović (53. Darko Pančev) Cheftrainer: Ivica Osim | René Higuita – Luis Herrera, Luis Carlos Perea, Andrés Escobar, Gildardo Gómez – Leonel Álvarez, Carlos Valderrama , Gabriel Gómez, Freddy Rincón (68. Rubén Darío Hernández), Bernardo Redín (78. Carlos Estrada) – Arnoldo Iguarán Cheftrainer: Francisco Maturana | Kolumbien |
| Jugoslawien                                                                | 1:0 Jozić (75.) | | Kolumbien |
| Jugoslawien                                                                | Stojković (85.) | | Kolumbien |
| Jugoslawien                                                                | Higuita hält Handelfmeter von Hadžibegić (82.) | | Kolumbien |
| 2. Spieltag                                                                | | |           |
| Donnerstag, 14. Juni 1990 um 17:00 Uhr in Bologna (Stadio Renato Dall’Ara) | | |           |
| Zuschauer: 32.257                                                          | | |           |
| Schiedsrichter: Luigi Agnolin ( Italien)                                   | | |           |
| Spielbericht                                                               | | |           |

## BR Deutschland – Vereinigte Arabische Emirate 5:1 (2:0)
| BR Deutschland                                                           | BR Deutschland | Vereinigte Arabische Emirate | Vereinigte Arabische Emirate |
| ------------------------------------------------------------------------ | --- | --- | ---------------------------- |
| BR Deutschland                                                           | \| 2. Spieltag \| \| Freitag, 15. Juni 1990 um 21:00 Uhr in Mailand (Giuseppe-Meazza-Stadion) \| \| Zuschauer: 71.169 \| \| Schiedsrichter: Alexei Spirin ( Sowjetunion) \| \| Spielbericht \|                                                            | \| 2. Spieltag \| \| Freitag, 15. Juni 1990 um 21:00 Uhr in Mailand (Giuseppe-Meazza-Stadion) \| \| Zuschauer: 71.169 \| \| Schiedsrichter: Alexei Spirin ( Sowjetunion) \| \| Spielbericht \| | Vereinigte Arabische Emirate |
| BR Deutschland                                                           | Bodo Illgner – Klaus Augenthaler – Stefan Reuter, Thomas Berthold (46. Pierre Littbarski), Guido Buchwald, Andreas Brehme – Thomas Häßler, Lothar Matthäus , Uwe Bein – Rudi Völler, Jürgen Klinsmann (72. Karl-Heinz Riedle) Teamchef: Franz Beckenbauer | Mushin Musabah Faraj – Yousuf Hussain Mohammad, Khalil Ghanim Mubarak, Abdulrahman Mohammad Abdullah , Ibrahim Meer Abdulrahman (87. Abdulrahman Al-Haddad) – Nasir Khamees Mubarak, Hussain Ghulum Abbas – Eissa Meer Abdulrahman, Khalid Ismaïl Mubarak (84. Hassan Mohammad Hussain) – Adnan at-Talyani, Ali Thani Jumaa Cheftrainer: Carlos Alberto Parreira ( Brasilien) | Vereinigte Arabische Emirate |
| BR Deutschland                                                           | 1:0 Völler (35.) 2:0 Klinsmann (36.) 3:1 Matthäus (47.) 4:1 Bein (59.) 5:1 Völler (75.) | 2:1 Khalid Ismaïl Mubarak (46.) | Vereinigte Arabische Emirate |
| BR Deutschland                                                           | Brehme (30.) | Yousuf Hussain Mohammad (26.), Hussain Ghulum Abbas (30.) | Vereinigte Arabische Emirate |
| 2. Spieltag                                                              | | |                              |
| Freitag, 15. Juni 1990 um 21:00 Uhr in Mailand (Giuseppe-Meazza-Stadion) | | |                              |
| Zuschauer: 71.169                                                        | | |                              |
| Schiedsrichter: Alexei Spirin ( Sowjetunion)                             | | |                              |
| Spielbericht                                                             | | |                              |

## BR Deutschland – Kolumbien 1:1 (0:0)
| BR Deutschland                                                            | BR Deutschland | Kolumbien | Kolumbien |
| ------------------------------------------------------------------------- | --- | --- | --------- |
| BR Deutschland                                                            | \| 3. Spieltag \| \| Dienstag, 19. Juni 1990 um 17:00 Uhr in Mailand (Giuseppe-Meazza-Stadion) \| \| Zuschauer: 72.510 \| \| Schiedsrichter: Alan Snoddy ( Nordirland) \| \| Spielbericht \|                                                     | \| 3. Spieltag \| \| Dienstag, 19. Juni 1990 um 17:00 Uhr in Mailand (Giuseppe-Meazza-Stadion) \| \| Zuschauer: 72.510 \| \| Schiedsrichter: Alan Snoddy ( Nordirland) \| \| Spielbericht \|                     | Kolumbien |
| BR Deutschland                                                            | Bodo Illgner – Klaus Augenthaler – Thomas Berthold, Guido Buchwald, Hans Pflügler – Stefan Reuter, Thomas Häßler (88. Olaf Thon), Lothar Matthäus , Uwe Bein (46. Pierre Littbarski) – Rudi Völler, Jürgen Klinsmann Teamchef: Franz Beckenbauer | René Higuita – Luis Herrera, Luis Carlos Perea, Andrés Escobar, Gildardo Gómez – Leonel Álvarez, Luis Fajardo, Carlos Valderrama , Gabriel Gómez – Carlos Estrada, Freddy Rincón Cheftrainer: Francisco Maturana | Kolumbien |
| BR Deutschland                                                            | 1:0 Littbarski (88.) | 1:1 Rincón (90+2.) | Kolumbien |
| BR Deutschland                                                            | Berthold (63.) | Herrera (15.), Gabriel Gómez (30.), Álvarez (38.) | Kolumbien |
| 3. Spieltag                                                               | | |           |
| Dienstag, 19. Juni 1990 um 17:00 Uhr in Mailand (Giuseppe-Meazza-Stadion) | | |           |
| Zuschauer: 72.510                                                         | | |           |
| Schiedsrichter: Alan Snoddy ( Nordirland)                                 | | |           |
| Spielbericht                                                              | | |           |

## Jugoslawien – Vereinigte Arabische Emirate 4:1 (2:1)
| Jugoslawien                                                              | Jugoslawien | Vereinigte Arabische Emirate | Vereinigte Arabische Emirate |
| ------------------------------------------------------------------------ | --- | --- | ---------------------------- |
| Jugoslawien                                                              | \| 3. Spieltag \| \| Dienstag, 19. Juni 1990 um 17:00 Uhr in Bologna (Stadio Renato Dall’Ara) \| \| Zuschauer: 27.833 \| \| Schiedsrichter: Shizuo Takada ( Japan) \| \| Spielbericht \|                                                                       | \| 3. Spieltag \| \| Dienstag, 19. Juni 1990 um 17:00 Uhr in Bologna (Stadio Renato Dall’Ara) \| \| Zuschauer: 27.833 \| \| Schiedsrichter: Shizuo Takada ( Japan) \| \| Spielbericht \| | Vereinigte Arabische Emirate |
| Jugoslawien                                                              | Tomislav Ivković – Faruk Hadžibegić – Davor Jozić, Predrag Spasić – Vujadin Stanojković, Dragan Stojković, Safet Sušić, Refik Šabanadžović (78. Robert Prosinečki), Dragoljub Brnović – Darko Pančev, Zlatko Vujović (64. Zoran Vulić) Cheftrainer: Ivica Osim | Mushin Musabah Faraj – Eissa Meer Abdulrahman, Abdulrahman Al-Haddad, Khalil Ghanim Mubarak, Ibrahim Meer Abdulrahman – Nasir Khamees Mubarak (35. Abdullah Ali Sultan), Abdulrahman Mohammad Abdullah , Hussain Ghulum Abbas, Khalid Ismaïl Mubarak – Ali Thani Jumaa (46. Fahad Khamees Mubarak), Adnan at-Talyani Cheftrainer: Carlos Alberto Parreira ( Brasilien) | Vereinigte Arabische Emirate |
| Jugoslawien                                                              | 1:0 Sušić (5.) 2:0 Pančev (9.) 3:1 Pančev (46.) 4:1 Prosinečki (90.) | 2:1 Ali Thani Jumaa (22.) | Vereinigte Arabische Emirate |
| Jugoslawien                                                              | Brnović (20.), Šabanadžović (66.), Pančev (76.) | Khalil Ghanim Mubarak (36.) | Vereinigte Arabische Emirate |
| Jugoslawien                                                              | Khalil Ghanim Mubarak (76.) | | Vereinigte Arabische Emirate |
| 3. Spieltag                                                              | | |                              |
| Dienstag, 19. Juni 1990 um 17:00 Uhr in Bologna (Stadio Renato Dall’Ara) | | |                              |
| Zuschauer: 27.833                                                        | | |                              |
| Schiedsrichter: Shizuo Takada ( Japan)                                   | | |                              |
| Spielbericht                                                             | | |                              |